# Mathieu Aubin
Mathieu Aubin (né le 18 septembre 1986 à Sorel, Québec au Canada) est un joueur canadien de hockey sur glace.

## Carrière de joueur
De 2003 à 2006, il attaque sa carrière avec les Maineiacs de Lewiston de la Ligue de hockey junior majeur du Québec. Il est repêché par les Canadiens de Montréal lors du repêchage d'entrée dans la LNH 2005, à la 130e position au total. Il rejoint en 2006 les Bulldogs de Hamilton, de la Ligue américaine de hockey.
Dans l'ECHL, il aide les Cyclones de Cincinnati à remporte la Coupe Kelly à deux reprises, soit en 2008 et 2010.

## Statistiques
| Saison    | Équipe                     | Ligue |    | Saison régulière | Saison régulière | Saison régulière | Saison régulière | Saison régulière |   | Séries éliminatoires | Séries éliminatoires | Séries éliminatoires | Séries éliminatoires | Séries éliminatoires |
| Saison    | Équipe                     | Ligue | PJ | B                | A                | Pts              | Pun              | PJ               | B | A                    | Pts                  | Pun                  |                      |                      |
| 2002-2003 | Castors de Sherbrooke      | LHJMQ | 1  | 0                | 0                | 0                | 0                | -                | - | -                    | -                    | -                    |                      |                      |
| 2003-2004 | Maineiacs de Lewiston      | LHJMQ | 68 | 19               | 23               | 42               | 34               | 7                | 1 | 1                    | 2                    | 2                    |                      |                      |
| 2004-2005 | Maineiacs de Lewiston      | LHJMQ | 49 | 19               | 26               | 45               | 24               | 8                | 3 | 6                    | 9                    | 6                    |                      |                      |
| 2005-2006 | Maineiacs de Lewiston      | LHJMQ | 70 | 47               | 56               | 103              | 63               | 6                | 3 | 4                    | 7                    | 4                    |                      |                      |
| 2006-2007 | Cyclones de Cincinnati     | ECHL  | 38 | 12               | 25               | 37               | 32               | 10               | 4 | 5                    | 9                    | 10                   |                      |                      |
| 2006-2007 | Bulldogs de Hamilton       | LAH   | 17 | 2                | 3                | 5                | 4                | -                | - | -                    | -                    | -                    |                      |                      |
| 2007-2008 | Cyclones de Cincinnati     | ECHL  | 47 | 30               | 27               | 57               | 56               | 22               | 8 | 6                    | 14                   | 34                   |                      |                      |
| 2007-2008 | Bulldogs de Hamilton       | LAH   | 20 | 2                | 4                | 6                | 8                | -                | - | -                    | -                    | -                    |                      |                      |
| 2008-2009 | Bulldogs de Hamilton       | LAH   | 32 | 7                | 5                | 12               | 29               | 5                | 0 | 0                    | 0                    | 0                    |                      |                      |
| 2009-2010 | Condors de Bakersfield     | ECHL  | 52 | 15               | 18               | 33               | 25               | -                | - | -                    | -                    | -                    |                      |                      |
| 2009-2010 | Cyclones de Cincinnati     | ECHL  | 9  | 1                | 5                | 6                | 6                | 24               | 3 | 10                   | 13                   | 22                   |                      |                      |
| 2010-2011 | Monsters du lac Érié       | LAH   | 3  | 0                | 1                | 1                | 0                | -                | - | -                    | -                    | -                    |                      |                      |
| 2010-2011 | Cyclones de Cincinnati     | ECHL  | 68 | 19               | 32               | 51               | 78               | 4                | 2 | 1                    | 3                    | 4                    |                      |                      |
| 2011-2012 | Sound Tigers de Bridgeport | LAH   | 4  | 1                | 1                | 2                | 2                | -                | - | -                    | -                    | -                    |                      |                      |
| 2011-2012 | Admirals de Milwaukee      | LAH   | 4  | 1                | 1                | 2                | 2                | -                | - | -                    | -                    | -                    |                      |                      |
| 2011-2012 | Cyclones de Cincinnati     | ECHL  | 68 | 19               | 32               | 51               | 78               | -                | - | -                    | -                    | -                    |                      |                      |
| 2012-2013 | Cyclones de Cincinnati     | ECHL  | 67 | 18               | 38               | 56               | 41               | 17               | 7 | 3                    | 10                   | 14                   |                      |                      |
| 2012-2013 | Aeros de Houston           | LAH   | 2  | 0                | 0                | 0                | 0                | -                | - | -                    | -                    | -                    |                      |                      |
| 2013-2014 | Grizzlies de l'Utah        | ECHL  | 58 | 16               | 28               | 44               | 28               | -                | - | -                    | -                    | -                    |                      |                      |
| 2014-2015 | Grizzlies de l'Utah        | ECHL  | 72 | 26               | 42               | 68               | 34               | 11               | 1 | 9                    | 10                   | 2                    |                      |                      |
| 2015-2016 | Grizzlies de l'Utah        | ECHL  | 0  | 0                | 0                | 0                | 0                | -                | - | -                    | -                    | -                    |                      |                      |
| 2016-2017 | Grizzlies de l'Utah        | ECHL  | 71 | 18               | 29               | 47               | 30               | 5                | 0 | 2                    | 2                    | 0                    |                      |                      |
| 2017-2018 | Americans d'Allen          | ECHL  | 48 | 7                | 13               | 20               | 12               | -                | - | -                    | -                    | -                    |                      |                      |

## Trophées et honneurs personnels
- 2008 et 2010 : remporte la Coupe Kelly de l'ECHL avec les Cyclones de Cincinnati

## Parenté dans le sport
Il est le fils du hockeyeur Normand Aubin qui a évolué pour les Maple Leafs de Toronto dans les années 1980.